# Espira-de-Conflent
Espira-de-Conflent  est une commune française située dans le centre du département des Pyrénées-Orientales, en région Occitanie. Sur le plan historique et culturel, la commune est dans le pays de Conflent, correspondant à l'ensemble des vallées pyrénéennes qui « confluent » avec le lit creusé par la Têt entre Mont-Louis et Rodès.
Exposée à un climat océanique altéré, elle est drainée par la Lentillà, le Llech, le ruisseau de la Coume d'Espira et par un autre cours d'eau. La commune possède un patrimoine naturel remarquable composé de deux zones naturelles d'intérêt écologique, faunistique et floristique.
Espira-de-Conflent est une commune rurale qui compte 220 habitants en 2022, après avoir connu un pic de population de 336 habitants en 1841. Elle fait partie de l'aire d'attraction de Perpignan. Ses habitants sont appelés les Espiranois ou  Espiranoises.

## Géographie

### Localisation
La commune d'Espira-de-Conflent se trouve dans le département des Pyrénées-Orientales, en région Occitanie.
Elle se situe à 34 km à vol d'oiseau de Perpignan, préfecture du département, à 6 km de Prades, sous-préfecture, et à 21 km d'Amélie-les-Bains-Palalda, bureau centralisateur du canton du Canigou dont dépend la commune depuis 2015 pour les élections départementales.
La commune fait en outre partie du bassin de vie de Prades.
Les communes les plus proches sont : 
Finestret (1,1 km), Estoher (2,0 km), Joch (2,2 km), Marquixanes (2,9 km), Los Masos (3,0 km), Rigarda (3,1 km), Vinça (4,0 km), Eus (4,5 km).
Sur le plan historique et culturel, Espira-de-Conflent fait partie de la région de Conflent, héritière de l'ancien comté de Conflent et de la viguerie de Conflent. Ce pays correspond à l'ensemble des vallées pyrénéennes qui « confluent » avec le lit creusé par la Têt entre Mont-Louis, porte de la Cerdagne, et Rodès, aux abords de la plaine du Roussillon.

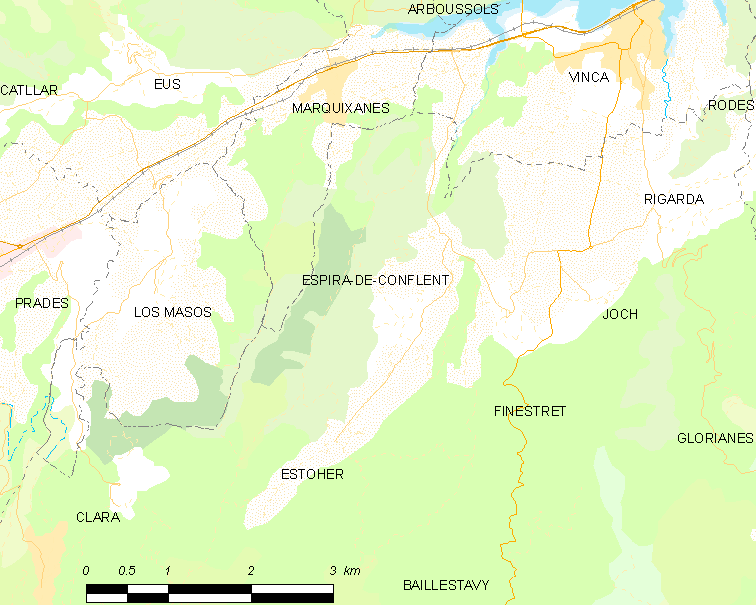
Situation de la commune.

|             | Vinça              |                                  |
| Marquixanes | Espira-de-Conflent | Finestret                        |
|             | Estoher            | Baillestavy (par un quadripoint) |

### Géologie et relief
La commune est classée en zone de sismicité 3, correspondant à une sismicité modérée.

### Climat
Pour des articles plus généraux, voir Climat de l'Occitanie et Climat des Pyrénées-Orientales.
En 2010, le climat de la commune est de type climat méditerranéen altéré, selon une étude du CNRS s'appuyant sur une série de données couvrant la période 1971-2000. En 2020, Météo-France publie une typologie des climats de la France métropolitaine dans laquelle la commune est exposée à un climat de montagne ou de marges de montagne et est dans la région climatique Pyrénées orientales, caractérisée par une faible pluviométrie, un très bon ensoleillement (2 600 h/an), un air sec, particulièrement en hiver et peu de brouillards.
Pour la période 1971-2000, la température annuelle moyenne est de 13,3 °C, avec une amplitude thermique annuelle de 15 °C. Le cumul annuel moyen de précipitations est de 793 mm, avec 5,6 jours de précipitations en janvier et 4,2 jours en juillet. Pour la période 1991-2020, la température moyenne annuelle observée sur la station météorologique la plus proche, située sur la commune d'Eus à 4 km à vol d'oiseau, est de 13,6 °C et le cumul annuel moyen de précipitations est de 539,8 mm,. Pour l'avenir, les paramètres climatiques de la commune estimés pour 2050 selon différents scénarios d’émission de gaz à effet de serre sont consultables sur un site dédié publié par Météo-France en novembre 2022.

### Milieux naturels et biodiversité

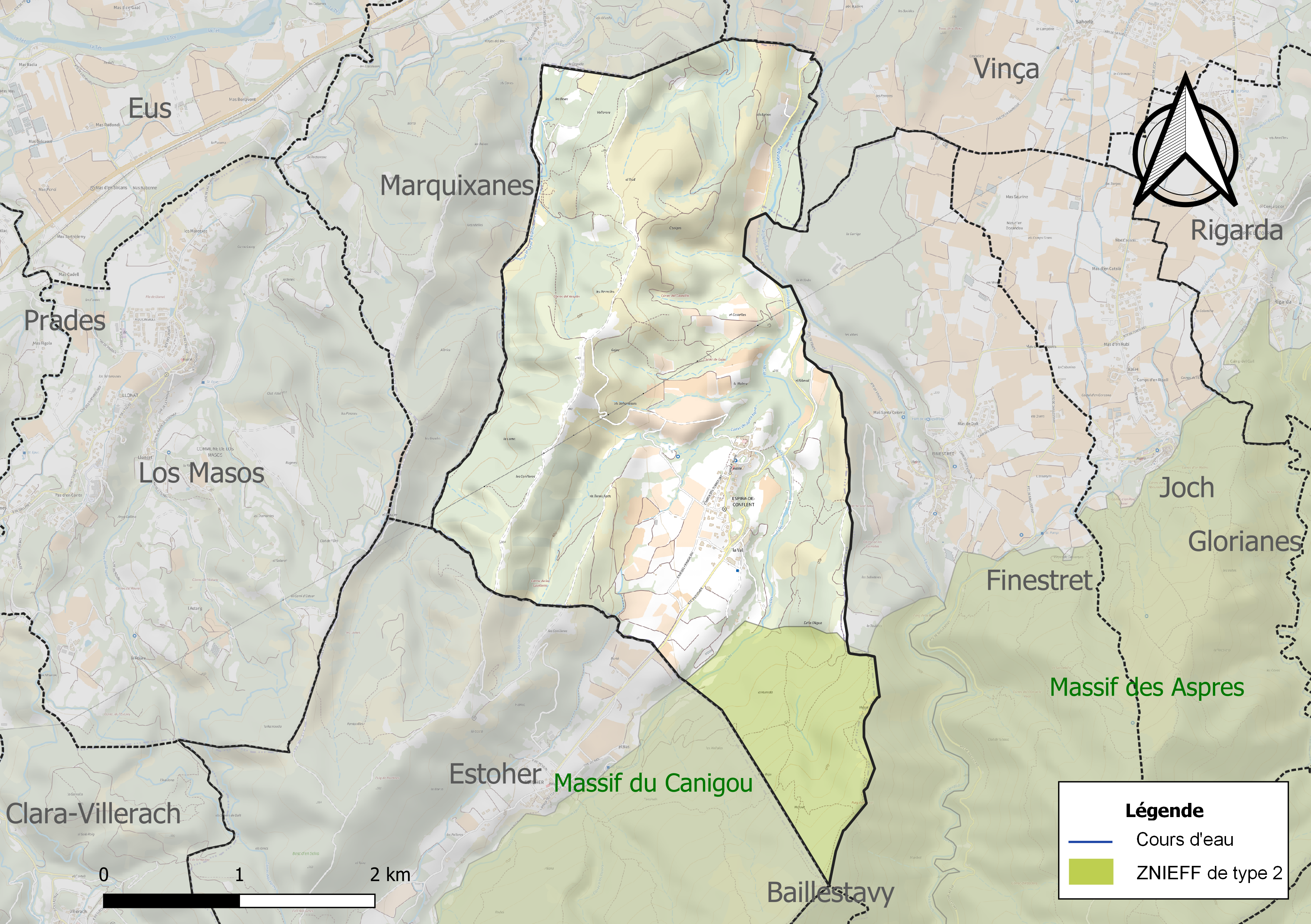
Carte des ZNIEFF de type 2 localisées sur la commune.

L’inventaire des zones naturelles d'intérêt écologique, faunistique et floristique (ZNIEFF) a pour objectif de réaliser une couverture des zones les plus intéressantes sur le plan écologique, essentiellement dans la perspective d’améliorer la connaissance du patrimoine naturel national et de fournir aux différents décideurs un outil d’aide à la prise en compte de l’environnement dans l’aménagement du territoire.
Deux ZNIEFF de type 2 sont recensées sur la commune :
- le « massif des Aspres » (28 819 ha), couvrant 37 communes du département[15] ;
- le « massif du Canigou » (19 263 ha), couvrant 15 communes du département[16].

## Urbanisme

### Typologie
Au 1er janvier 2024, Espira-de-Conflent est catégorisée commune rurale à habitat dispersé, selon la nouvelle grille communale de densité à sept niveaux définie par l'Insee en 2022.
Elle est située hors unité urbaine. Par ailleurs la commune fait partie de l'aire d'attraction de Perpignan, dont elle est une commune de la couronne,. Cette aire, qui regroupe 118 communes, est catégorisée dans les aires de 200 000 à moins de 700 000 habitants,.

### Occupation des sols
L'occupation des sols de la commune, telle qu'elle ressort de la base de données européenne d’occupation biophysique des sols Corine Land Cover (CLC), est marquée par l'importance des forêts et milieux semi-naturels (66,3 % en 2018), en augmentation par rapport à 1990 (64 %). La répartition détaillée en 2018 est la suivante : 
forêts (35,9 %), milieux à végétation arbustive et/ou herbacée (30,4 %), zones agricoles hétérogènes (22,3 %), cultures permanentes (11,3 %). L'évolution de l’occupation des sols de la commune et de ses infrastructures peut être observée sur les différentes représentations cartographiques du territoire : la carte de Cassini (XVIIIe siècle), la carte d'état-major (1820-1866) et les cartes ou photos aériennes de l'IGN pour la période actuelle (1950 à aujourd'hui).

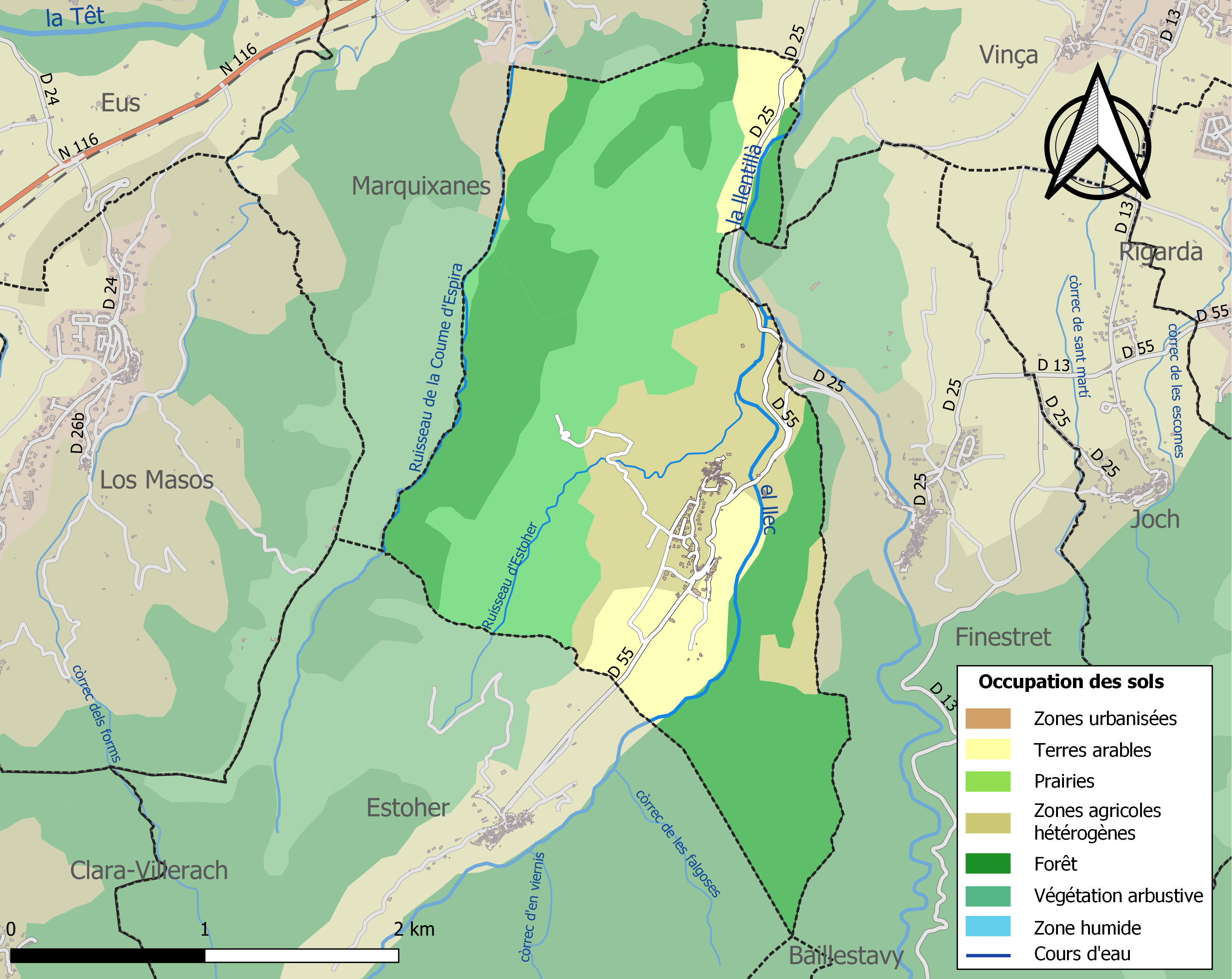
Carte des infrastructures et de l'occupation des sols de la commune en 2018 (CLC).

### Risques majeurs
Le territoire de la commune d'Espira-de-Conflent est vulnérable à différents aléas naturels : inondations, climatiques (grand froid ou canicule), feux de forêts, mouvements de terrains et séisme (sismicité modérée). Il est également exposé à un risque particulier, le risque radon,.

#### Risques naturels
Certaines parties du territoire communal sont susceptibles d’être affectées par le risque d’inondation par crue torrentielle de cours d'eau du bassin de la Têt. La commune fait partie du territoire à risques importants d'inondation (TRI) de Perpignan-Saint-Cyprien, regroupant 43 communes du bassin de vie de l'agglomération perpignanaise, un des 31 TRI qui ont été arrêtés le 12 décembre 2012 sur le bassin Rhône-Méditerranée. Des cartes des surfaces inondables ont été établies pour trois scénarios : fréquent (crue de temps de retour de 10 ans à 30 ans), moyen (temps de retour de 100 ans à 300 ans) et extrême (temps de retour de l'ordre de 1 000 ans, qui met en défaut tout système de protection),.
Les mouvements de terrains susceptibles de se produire sur la commune sont soit des mouvements liés au retrait-gonflement des argiles, soit des glissements de terrains, soit des chutes de blocs. Une cartographie nationale de l'aléa retrait-gonflement des argiles permet de connaître les sols argileux ou marneux susceptibles vis-à-vis de ce phénomène.

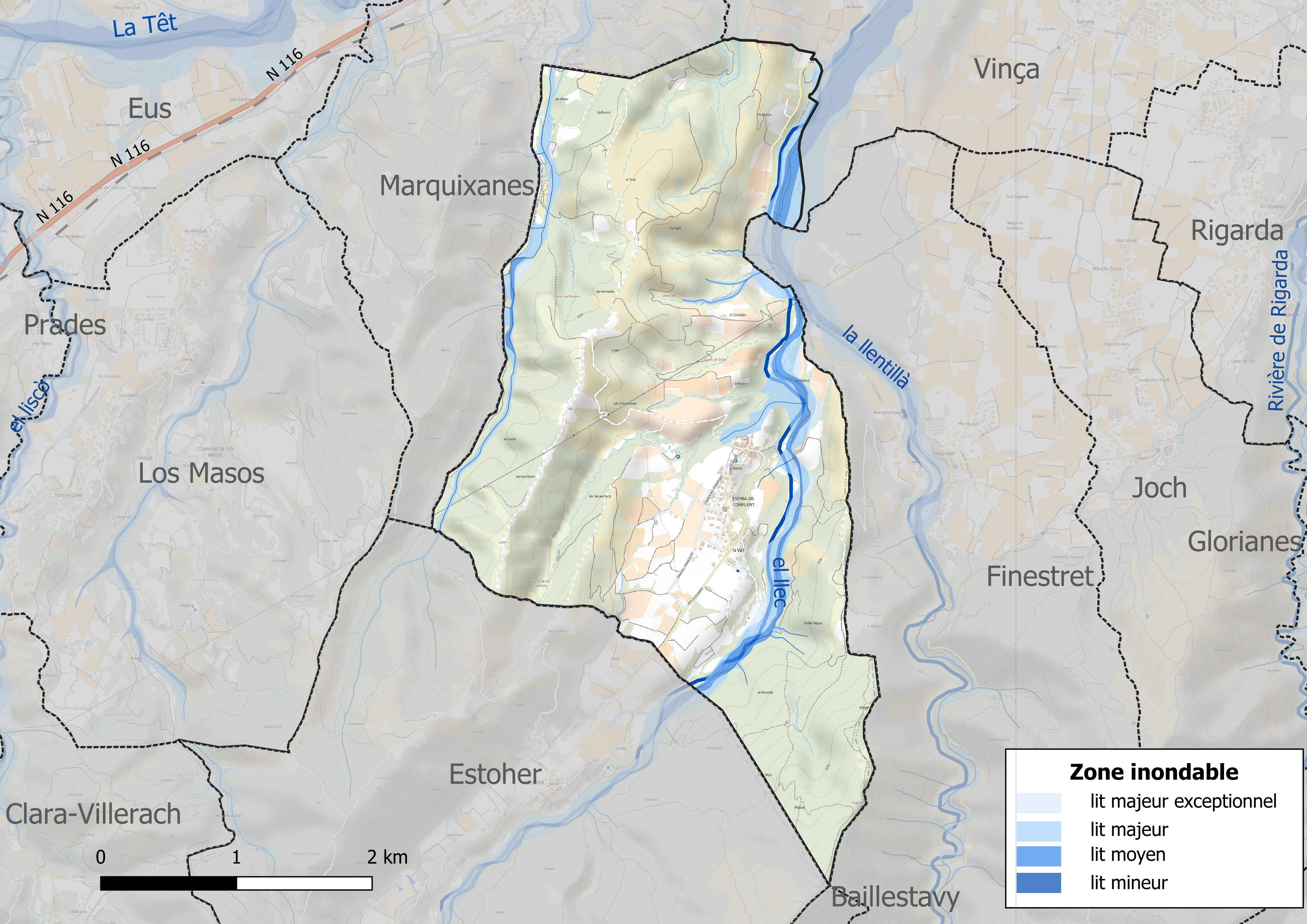
Carte des zones inondables.
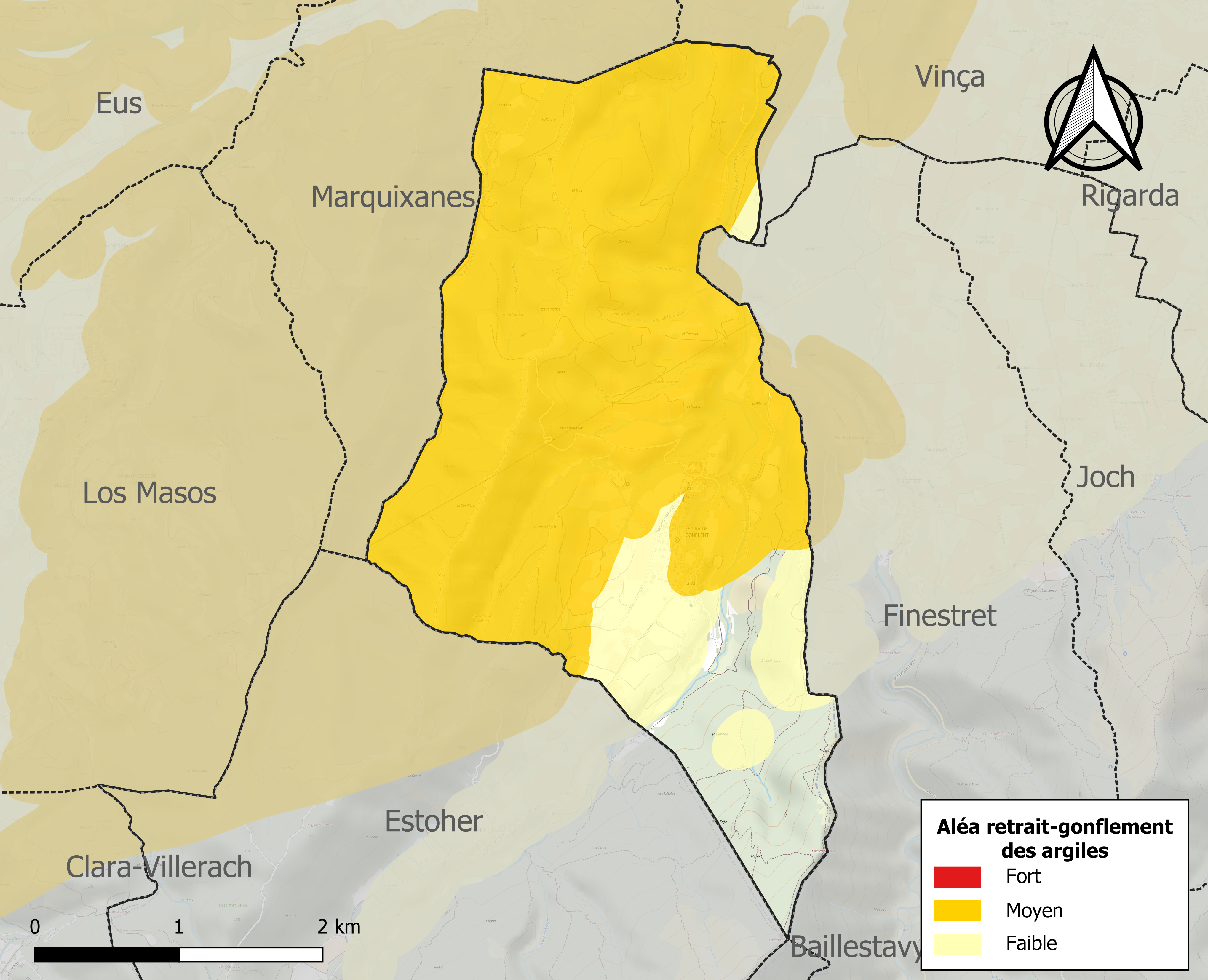
Carte des zones d'aléa retrait-gonflement des argiles.

#### Risque particulier
Dans plusieurs parties du territoire national, le radon, accumulé dans certains logements ou autres locaux, peut constituer une source significative d’exposition de la population aux rayonnements ionisants. Toutes les communes du département sont concernées par le risque radon à un niveau plus ou moins élevé. Selon la classification de 2018, la commune d'Espira-de-Conflent est classée en zone 2, à savoir zone à potentiel radon faible mais sur lesquelles des facteurs géologiques particuliers peuvent faciliter le transfert du radon vers les bâtiments.

## Toponymie
En catalan, le nom de la commune est Espirà de Conflent.
La première mention du nom en 984 est Aspirano, alors considéré comme rattaché à Estoher (in apendicio de Astovero in loco ubi dicitur Aspirano). On retrouve encore ce nom en 1165 pour mentionner le château (domum de Aspirano).
Le 25 juin 1933, Espira devient officiellement Espira-de-Conflent.

## Politique et administration

### Liste des maires
| Période | Période  | Identité                | Étiquette | Qualité |
| ------- | -------- | ----------------------- | --------- | ------- |
| 1790    | 1791     | Thomas Clos             |           |         |
| 1791    | 1796     | Louis Costaseca         |           |         |
| 1796    | 1797     | Pierre Pallès           |           |         |
| 1797    | 1798     | Barthélémy Pagès        |           |         |
| 1798    | 1799     | Alexis Sobraquès        |           |         |
| 1799    | 1800     | Barthélémy Pagès        |           |         |
| 1800    | 1816     | Gaudérique Pallès       |           |         |
| 1816    | 1818     | Alexis Sobraquès        |           |         |
| 1818    | 1826     | Martin Pagès            |           |         |
| 1826    | 1829     | Joseph Pallès Cugat     |           |         |
| 1829    | 1830     | Pierre Paillès Selva    |           |         |
| 1830    | 1834     | Gaudérique Paillès      |           |         |
| 1834    | 1844     | Martin Pagès            |           |         |
| 1844    | 1848     | Gaudérique Paillès      |           |         |
| 1848    | 1853     | Jean Marquès            |           |         |
| 1854    | 1858     | Gaudérique Paillès      |           |         |
| 1859    | 1876     | Joseph Paillès          |           |         |
| 1876    | 1878     | Joseph Mir              |           |         |
| 1878    | 1883     | Joseph Paillès Llobet   |           |         |
| 1884    | 1900     | Pierre Paillès          |           |         |
| 1900    | 1906     | Martin Vergès           |           |         |
| 1906    | 1912     | Pierre Paillès          |           |         |
| 1912    | 1944     | Pierre Paillès fils     |           |         |
| 1944    | 1953     | Michel Cros             |           |         |
| 1953    | 1956     | Sébastien Padrixe       |           |         |
| 1956    | 1971     | Antoine Vigaros         |           |         |
| 1971    | 1989     | Roger Paillès           |           |         |
| 1989    | En cours | Roger-François Paillès, |           |         |

## Population et société

### Démographie ancienne
La population est exprimée en nombre de feux (f) ou d'habitants (H).
| 1365 | 1378 | 1424 | 1470 | 1515 | 1553 | 1709 | 1720 | 1767  |
| ---- | ---- | ---- | ---- | ---- | ---- | ---- | ---- | ----- |
| 11 f | 5 f  | 16 f | 13 f | 22 f | 10 f | 61 f | 38 f | 263 H |

| 1774 | 1789 | - | - | - | - | - | - | - |
| ---- | ---- | - | - | - | - | - | - | - |
| 61 f | 50 f | - | - | - | - | - | - | - |

### Démographie contemporaine
L'évolution du nombre d'habitants est connue à travers les recensements de la population effectués dans la commune depuis 1793. Pour les communes de moins de 10 000 habitants, une enquête de recensement portant sur toute la population est réalisée tous les cinq ans, les populations de référence des années intermédiaires étant quant à elles estimées par interpolation ou extrapolation. Pour la commune, le premier recensement exhaustif entrant dans le cadre du nouveau dispositif a été réalisé en 2006.

En 2022, la commune comptait 220 habitants, en évolution de +28,65 % par rapport à 2016 (Pyrénées-Orientales : +3,92 %, France hors Mayotte : +2,11 %).
| 1793 | 1800 | 1806 | 1821 | 1831 | 1836 | 1841 | 1846 | 1851 |
| ---- | ---- | ---- | ---- | ---- | ---- | ---- | ---- | ---- |
| 294  | 291  | 287  | 293  | 321  | 314  | 336  | 335  | 275  |

| 1856 | 1861 | 1866 | 1872 | 1876 | 1881 | 1886 | 1891 | 1896 |
| ---- | ---- | ---- | ---- | ---- | ---- | ---- | ---- | ---- |
| 303  | 284  | 265  | 250  | 252  | 246  | 241  | 253  | 230  |

| 1901 | 1906 | 1911 | 1921 | 1926 | 1931 | 1936 | 1946 | 1954 |
| ---- | ---- | ---- | ---- | ---- | ---- | ---- | ---- | ---- |
| 230  | 225  | 241  | 233  | 208  | 209  | 201  | 173  | 160  |

| 1962 | 1968 | 1975 | 1982 | 1990 | 1999 | 2006 | 2011 | 2016 |
| ---- | ---- | ---- | ---- | ---- | ---- | ---- | ---- | ---- |
| 155  | 162  | 121  | 124  | 132  | 125  | 175  | 167  | 171  |

| 2021 | 2022 | - | - | - | - | - | - | - |
| ---- | ---- | - | - | - | - | - | - | - |
| 202  | 220  | - | - | - | - | - | - | - |

| selon la population municipale des années : | 1968 | 1975 | 1982 | 1990 | 1999 | 2006 | 2009 | 2013 |
| Rang de la commune dans le département      | 163  | 158  | 155  | 156  | 164  | 152  | 150  | 153  |
| Nombre de communes du département           | 232  | 217  | 220  | 225  | 226  | 226  | 226  | 226  |

### Enseignement
Il n'y a pas d'école à Espira-de-Conflent.

### Manifestations culturelles et festivités
- Fête patronale : 15 août[41].

## Économie

### Revenus
En 2018, la commune compte 90 ménages fiscaux, regroupant 179 personnes. La médiane du revenu disponible par unité de consommation est de 19 220 € (19 350 € dans le département).

### Emploi
|                | 2008   | 2013   | 2018   |
| -------------- | ------ | ------ | ------ |
| Commune        | 14,8 % | 12,9 % | 12,4 % |
| Département    | 10,3 % | 12,9 % | 13,3 % |
| France entière | 8,3 %  | 10 %   | 10 %   |

En 2018, la population âgée de 15 à 64 ans s'élève à 103 personnes, parmi lesquelles on compte 76,2 % d'actifs (63,8 % ayant un emploi et 12,4 % de chômeurs) et 23,8 % d'inactifs,. En  2018, le taux de chômage communal (au sens du recensement) des 15-64 ans est inférieur à celui du département, mais supérieur à celui de la France, alors qu'en 2008 il était supérieur à celui du département.
La commune fait partie de la couronne de l'aire d'attraction de Perpignan, du fait qu'au moins 15 % des actifs travaillent dans le pôle,. Elle compte 14 emplois en 2018, contre 26 en 2013 et 20 en 2008. Le nombre d'actifs ayant un emploi résidant dans la commune est de 66, soit un indicateur de concentration d'emploi de 20,7 % et un taux d'activité parmi les 15 ans ou plus de 54,4 %.
Sur ces 66 actifs de 15 ans ou plus ayant un emploi, 9 travaillent dans la commune, soit 13 % des habitants. Pour se rendre au travail, 92,5 % des habitants utilisent un véhicule personnel ou de fonction à quatre roues, 6 % s'y rendent en deux-roues, à vélo ou à pied et 1,5 % n'ont pas besoin de transport (travail au domicile).

### Activités hors agriculture

#### Secteurs d'activités
13 établissements sont implantés  à Espira-de-Conflent au 31 décembre 2019.
Le secteur du commerce de gros et de détail, des transports, de l'hébergement et de la restauration est prépondérant sur la commune puisqu'il représente 38,5 % du nombre total d'établissements de la commune (5 sur les 13 entreprises implantées  à Espira-de-Conflent), contre 30,5 % au niveau départemental.

### Agriculture
|               | 1988 | 2000 | 2010 | 2020 |
| ------------- | ---- | ---- | ---- | ---- |
| Exploitations | 23   | 12   | 12   | 6    |
| SAU (ha)      | 111  | 190  | 514  | 94   |

La commune est dans le Conflent, une petite région agricole occupant le centre-ouest du département des Pyrénées-Orientales. En 2020, l'orientation technico-économique de l'agriculture  sur la commune est la viticulture. Six exploitations agricoles ayant leur siège dans la commune sont dénombrées lors du recensement agricole de 2020 (23 en 1988). La superficie agricole utilisée est de 94 ha,,.

## Culture locale et patrimoine

### Monuments et lieux touristiques
- Église Sainte-Marie d'Espira-de-Conflent, ancien prieuré. L'édifice a été classé au titre des monuments historiques en 1912[45]. De nombreux objets sont référencés dans la base Palissy (voir les notices liées)[45].
- Sarcophage wisigothique.
- Église Saint-Étienne du Prat.

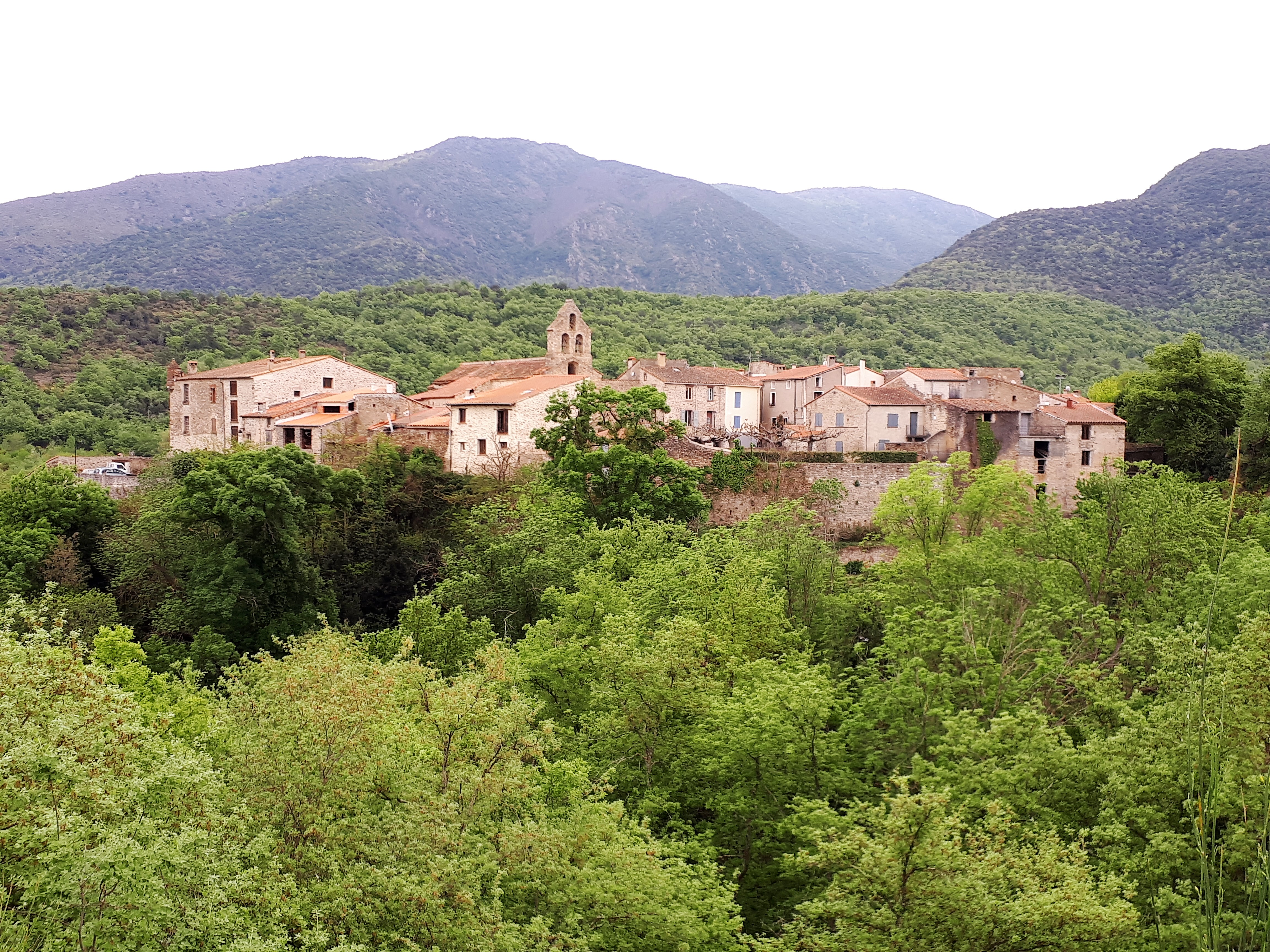
Le village
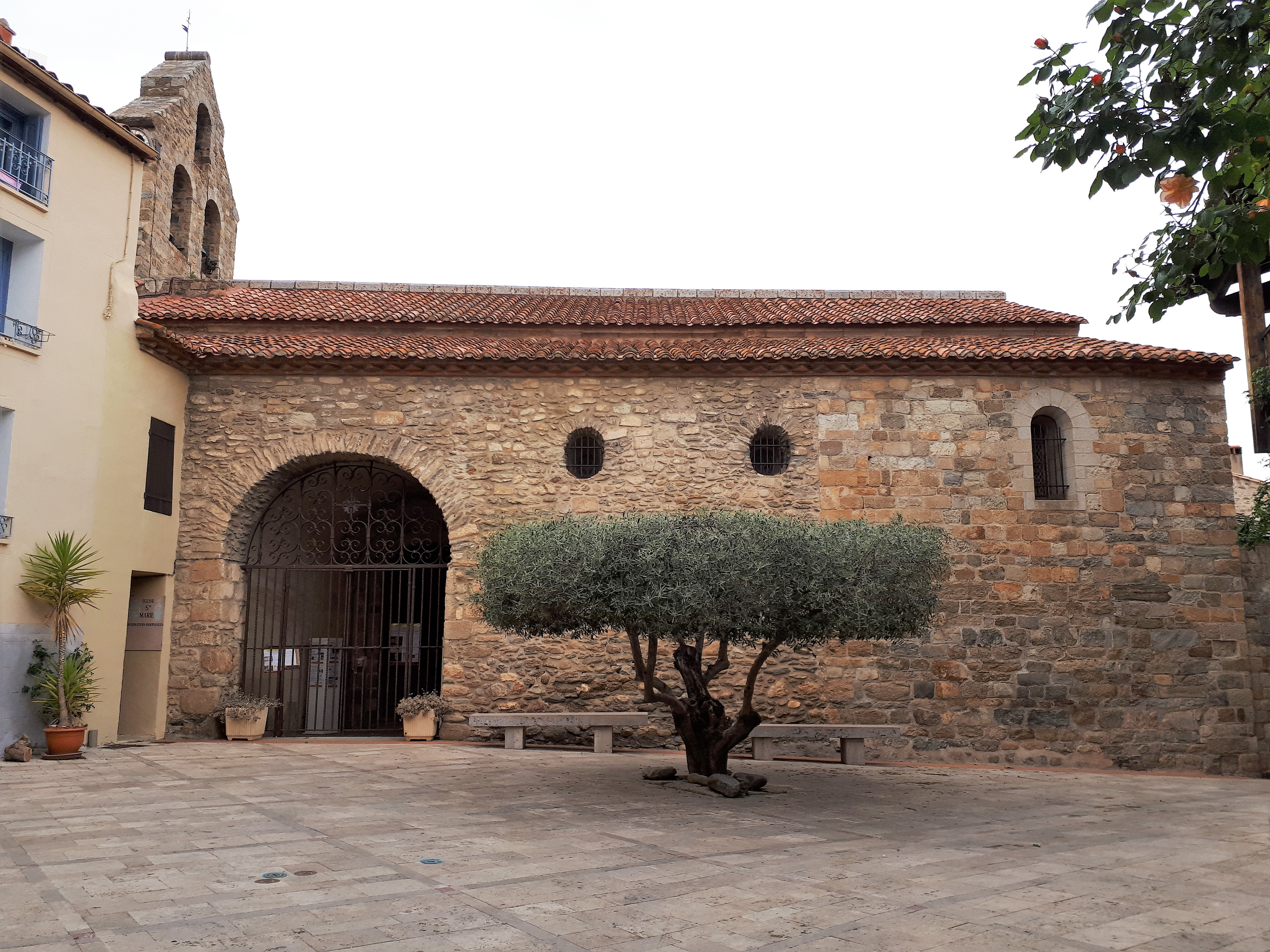
Prieuré
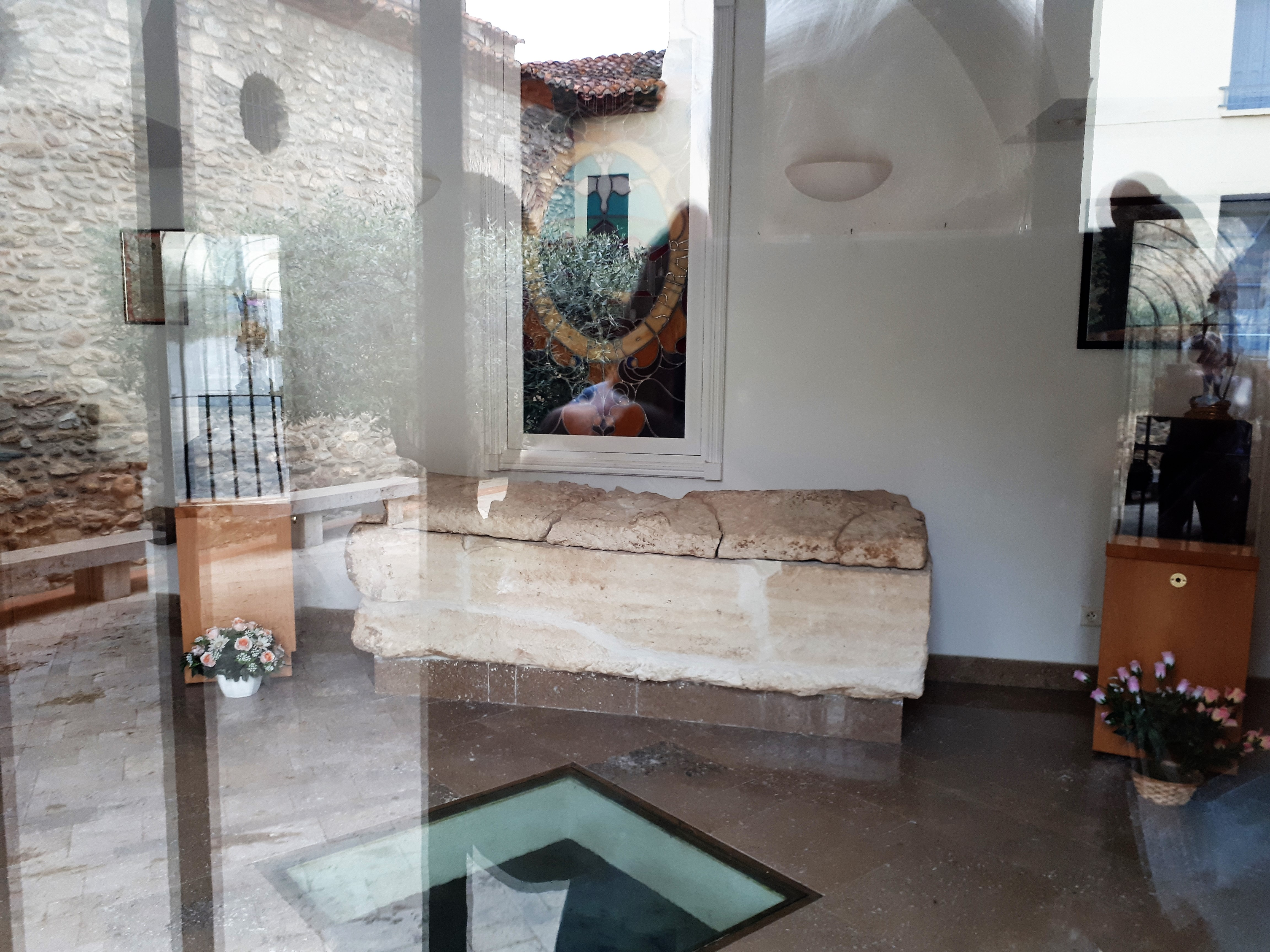
Sarcophage wisigothique
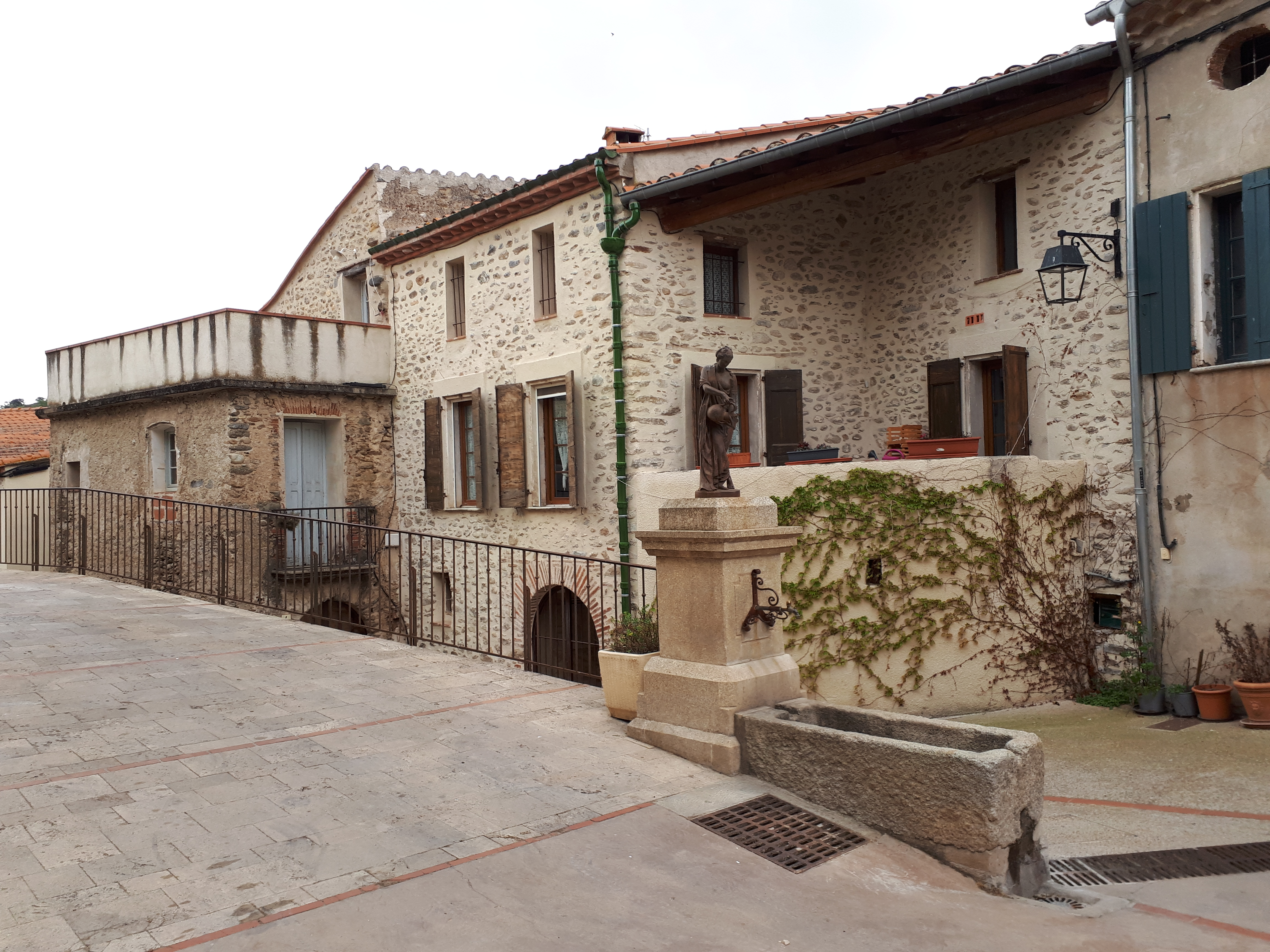
Dans le vieux village
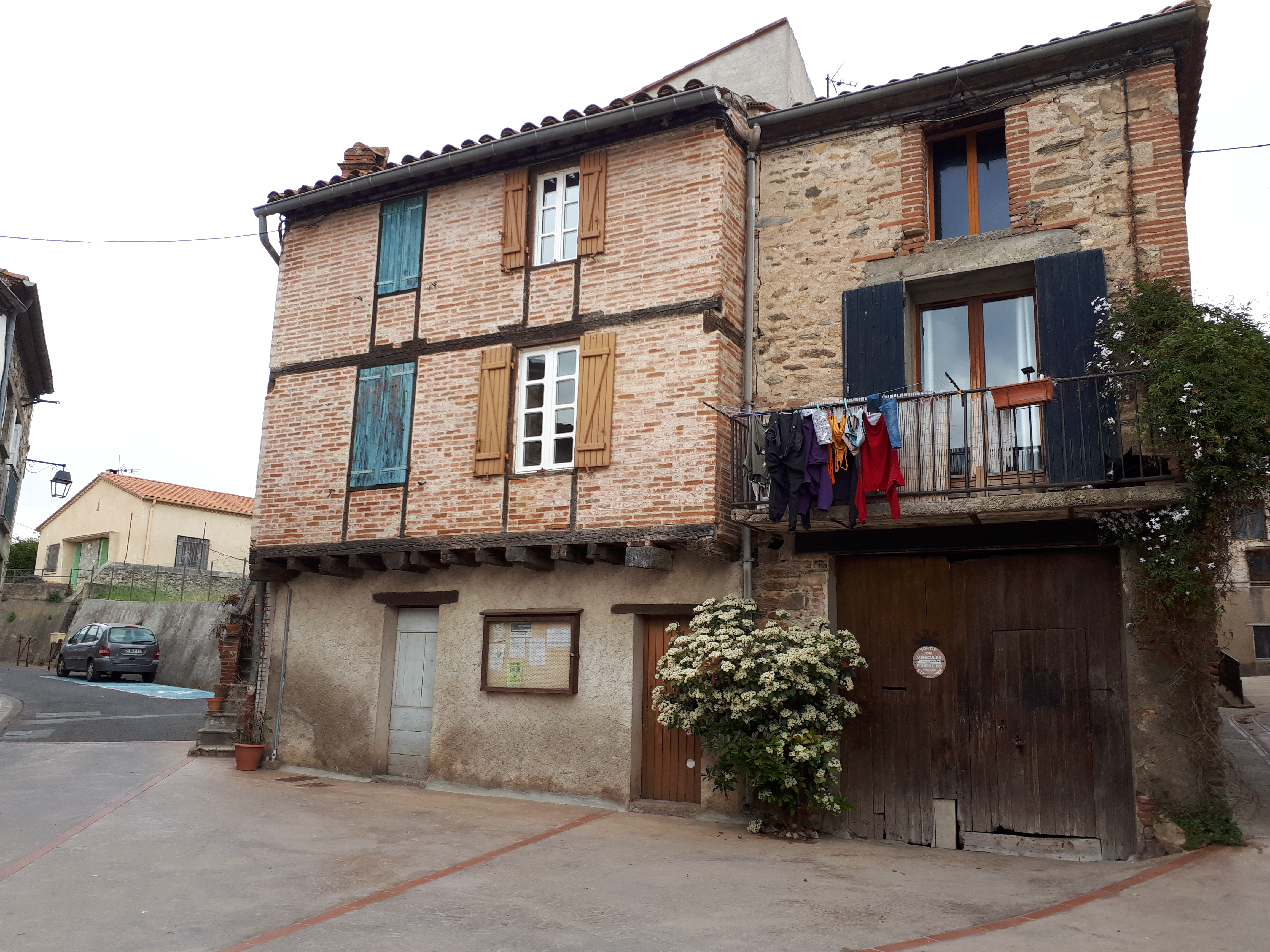
Dans le vieux village

### Héraldique
| Blason de Espira-de-Conflent | Blason  | D’azur au village d’Espira d’argent, au chef aussi d’azur chargé d’une colombe fondante d’argent. |
| Blason de Espira-de-Conflent | Détails | Le statut officiel du blason reste à déterminer.                                                  |